# José Ramón García Cañal
Pour les articles homonymes, voir García et José Ramón García.
José Ramón García Cañal, né le 21 juillet 1957, est un homme politique espagnol membre du Parti populaire (PP).
Il est élu député de la circonscription électorale des Asturies lors des élections générales de décembre 2015.

## Biographie

### Vie privée
Il est marié et père de deux enfants. 

### Études de chimie
Après avoir obtenu son bachillerato au collège Loyolo d'Oviedo, il réalise ses études supérieures à l'université d'Oviedo où il décroche une licence en sciences chimiques en 1982.

### Premiers mandats
Il s'inscrit à l'Alliance populaire (AP) en mars 1977 et milite au sein des Nouvelles Générations — l'organisation des jeunes du parti — dont il a été président de la junte locale d'Oviedo et président régional entre 1980 et 1982. L'année suivante, il est nommé secrétaire général du PP des Asturies et reste en poste jusqu'en 1995, soit durant une importante partie de la présidence d'Isidro Fernández Rozada.
Il est candidat en dixième position dans la circonscription centrale à l'occasion des premières élections asturiennes de mai 1983 mais n'est pas élu directement. Il doit attendre 1986 et la démission d'un député de son groupe pour entrer à la Junte générale de la principauté des Asturies. Il est successivement réélu député régional lors des scrutins de 1987, 1991 et 1995. Membre titulaire de la députation permanente de 1991 à 1995, il est vice-président de la commission de l'Organisation et de l'Administration entre juillet 1991 et octobre 1993 ; date à laquelle il devient vice-président de la commission de la Politique territoriale jusqu'en juin 1995.

### Conseiller du gouvernement régional
Après la victoire du conservateur Sergio Marqués lors des élections de 1995 s'imposant à la majorité relative, José Ramón García Cañal est choisi par celui-ci pour faire partie de son nouveau gouvernement, au poste de vice-président et de conseiller à la Coopération. Alors qu'une crise éclate entre Marqués et les dirigeants régionaux et nationaux du Parti populaire en 1998, notamment avec le ministre de la Présidence et vice-président du gouvernement central Francisco Álvarez-Cascos, le président régional créé son propre parti : l'Union rénovatrice asturienne (URAS) auquel adhère bon nombre de dirigeants du Parti populaire des Asturies. Resté fidèle au PP et défavorable aux thèses de Marqués, García Cañal est destitué de ses fonctions exécutives le 16 juin et remplacé par Leonardo Verdín Bouza. 
Il est réélu sur la liste du PP à l'occasion du scrutin de 1999 et choisi comme premier vice-président du bureau lors d'une séance déroulée en mars 1999 après le retrait du socialiste Faustino González. Il reste en poste jusqu'en juillet, date du renouvellement de la Junte générale.

### Passage au second plan
Il conserve son mandat régional jusqu'au scrutin de 2011 lors duquel il n'est pas réélu et abandonne même toute candidature lors des élections anticipées de 2012. Quittant momentanément la vie politique, il est nommé délégué régional de l'entreprise publique Tragsa en octobre 2012.

### Député national
Il fait son retour à l'occasion des élections générales de décembre 2015 au cours desquelles il concourt en troisième position sur la liste d'union entre le PP et le Forum des Asturies (FAC) conduite par la conservatrice Susana López Ares. Élu aux côtés d'Ares et d'Isidro Martínez Oblanca, il siège à la commission de la Culture et exerce les fonctions de porte-parole adjoint à la commission de l'Économie et de la Compétitivité. Il est choisi par ses pairs pour occuper les responsabilités de premier vice-président de la commission pour l'Étude du changement climatique. Réélu lors du scrutin législatif anticipé de juin 2016, il perd ses attributions de porte-parole adjoint mais intègre la commission bicamérale chargée des Relations avec le Défenseur du peuple.